# Biliphyta
Biliphyta Caval.-Sm., 1981 – podkrólestwo roślin obejmujące gromady glaukofitów Glaucophyta i krasnorostów Rhodophyta. Jest jednym z dwóch podkrólestw roślin – drugim są rośliny zielone Viridiplantae.
Nazwa przyjęta została przez Thomasa Cavaliera-Smitha w 1981, wówczas dla jednego z 7 lub 8 królestw, ustalonego w obrębie domeny eukariontów Eukaryota. Zakres tego taksonu na przestrzeni lat nie uległ zmianie, wciąż obejmuje glaukofity wraz z krasnorostami. Zdegradowana została tylko jego ranga (z królestwa na podkrólestwo).
Takson obejmuje niefagotroficzne glony zawierające fikobilisomy, z pojedynczymi tylakoidami nie ułożonymi w grana (stosy), ze skrobią odkładaną w cytoplazmie.

## Systematyka
Pozycja i podział systematyczny według Ruggiero i in. 2015:
królestwo: rośliny Plantae
podkrólestwo: Biliphyta
gromada: glaukofity Glaucophyta
gromada: krasnorosty Rhodophyta
W obrębie zaliczanych tu gromad wyróżnia się 92 lub 93 rodziny z 399 rodzajami i 1619 gatunkami, przy czym w przypadku dwóch ostatnich rang dla wielu taksonów nazwy nie są zweryfikowane.
Takson prawdopodobnie nie jest monofiletyczny. Relacje filogenetycznie między trzema głównymi liniami rozwojowymi roślin (glaukofitami, krasnorostami i roślinami zielonymi) pozostają przedmiotem badań i dyskusji. Najczęściej glaukofity przedstawiane są jako klad bazalny, co czyniłoby z Biliphyta takson parafiletyczny. Zresztą wciąż dyskusyjnym pozostaje nawet monofiletyzm roślin jako grupy obejmującej trzy wyżej wymienione.